# 9 (musikalbum)
9 är den irländske singer-songwritern Damien Rices andra studioalbum. Det släpptes i november 2006 på Warner Bros. Records.

## Låtlista
Samtliga låtar skrivna av Damien Rice.
1. "9 Crimes" - 3:39
2. "The Animals Were Gone" - 5:41
3. "Elephant" - 5:57
4. "Rootless Tree" - 4:23
5. "Dogs" - 4:11
6. "Coconut Skins" - 3:45
7. "Me, My Yoke + I" - 5:58
8. "Grey Room" - 5:44
9. "Accidental Babies" - 6:34
10. "Sleep Don't Weep" - 21:54